# Wola Raniżowska

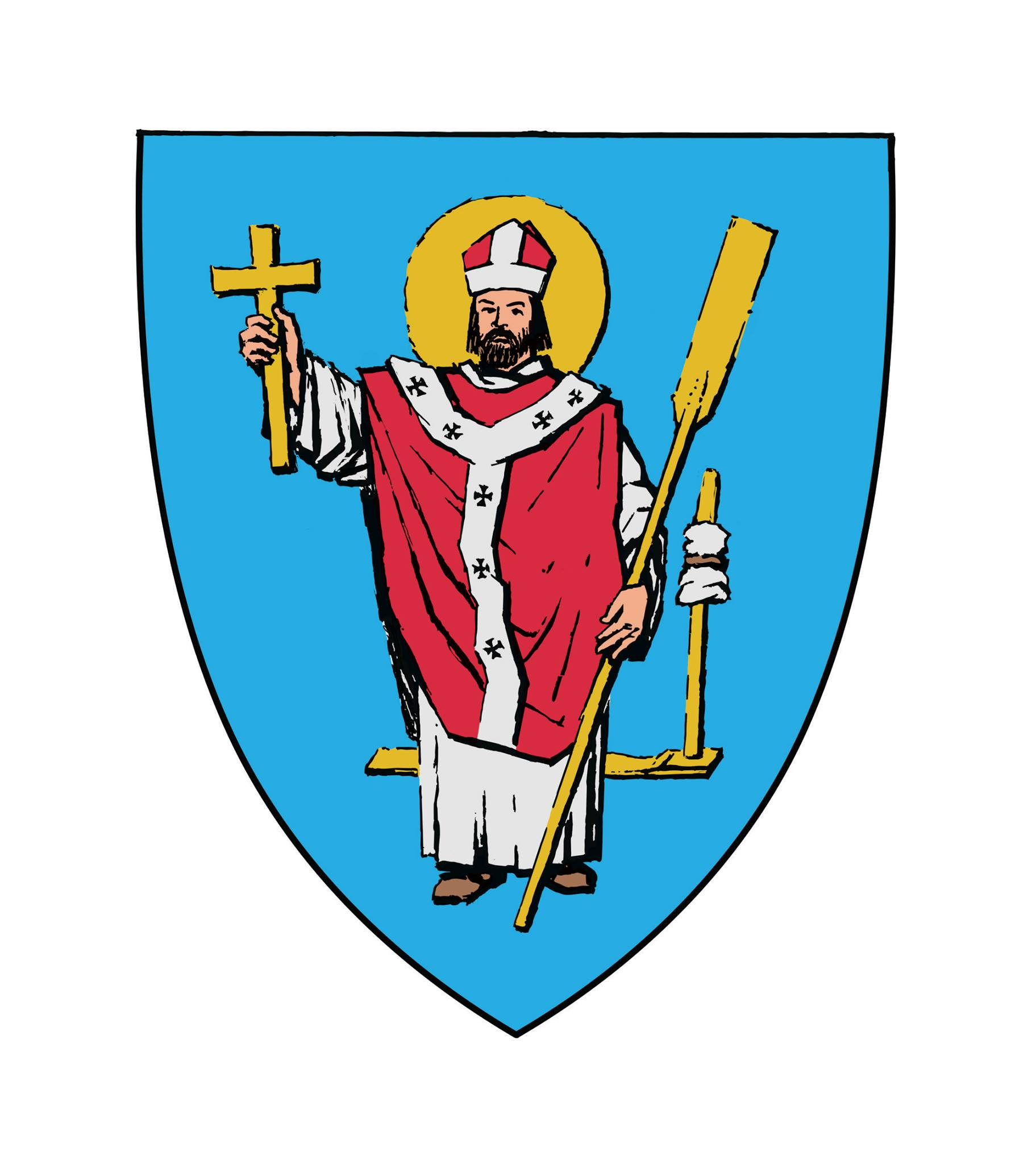
Herb wsi Wola Raniżowska

Wola Raniżowska – wieś w Polsce położona w województwie podkarpackim, w powiecie kolbuszowskim, w gminie Raniżów.
Miejscowość jest siedzibą rzymskokatolickiej parafii św. Wojciecha.

## Części wsi
| SIMC    | Nazwa          | Rodzaj     |
| ------- | -------------- | ---------- |
| 0659510 | Poręby Wolskie | przysiółek |
| 0659526 | Stece          | przysiółek |

## Historia
Wieś założona za króla Kazimierza Wielkiego w 1366 roku pod nazwą Dłotowa (lub Doblowa, ale za Jana Długosza już Ramyzowszka Wola). Pod koniec XVI wieku Wola Raniżowska wchodziła w skład raniżowskiego klucza dóbr królewskich i była największą osadą w Puszczy Sandomierskiej. Ma charakter „ulicówki”.
W 1860 gmina Wola Raniżowska zobowiązała się do utrzymania szkoły trywialnej we wsi, płacić nauczycielowi 210 złr. rocznie, wystawić budynek szkolny na ofiarowanym gruncie wraz z ogródkiem i płacić za opał.
Podczas II wojny światowej teren wsi znalazł się na obszarze poligonu Luftwaffe, w związku z czym mieszkańcy zostali wysiedleni do sąsiednich miejscowości, a budynki rozebrane lub spalone. Pozostał tylko kościół wybudowany w latach 1914-1921 oraz kilka budynków mieszkalnych.
To tu urodził się biskup Jan Ozga.
Jadąc w kierunku północnym trafiamy na piękny zalew Maziarnia zlokalizowany na rzece Łęg, bogaty w rybostan, bardzo dobre miejsce dla wędkarzy i do letniego wypoczynku. Obok niego Ośrodek Wypoczynkowy „Pod Złotym Szczupakiem” z domkami letniskowymi.
W latach 1975–1998 miejscowość administracyjnie należała do województwa rzeszowskiego.